# Prohydata completa
Prohydata completa là một loài bướm đêm trong họ Geometridae.